# Clayton (Carolina del Norte)
Clayton es un pueblo ubicado en el condado de Johnston en el estado estadounidense de Carolina del Norte. La localidad en el año 2000, tenía una población de 2.768 habitantes en una superficie de 10,4 km², con una densidad poblacional de 899 personas por km².

## Geografía
Clayton se encuentra ubicado en las coordenadas 35°28′28″N 76°48′32″O / 35.47444, -76.80889. Según la Oficina del Censo, la localidad tiene un área total de 10,4 km² (4 mi²), de la cual 10,4 km² (4 mi²) es tierra y 0 km² (0 mi²) (0.0%) es agua.

### Localidades adyacentes
El siguiente diagrama muestra a las localidades en un radio de 20 kilómetros (12,4 mi) de Clayton.

## Demografía
En el 2000 la renta per cápita promedia del hogar era de $44.750, y el ingreso promedio para una familia era de $52.551. El ingreso per cápita para la localidad era de $22.332. En 2000 los hombres tenían un ingreso per cápita de $35.857 contra $26.384 para las mujeres. Alrededor del 11.40% de la población estaba bajo el umbral de pobreza nacional.